# Eerste Kamerverkiezingen 2019/Kandidatenlijst/Partij voor de Dieren
De kandidatenlijst voor de Eerste Kamerverkiezingen van 2019 van de lijst Partij voor de Dieren (lijstnummer 9) is na controle door de Kiesraad als volgt vastgesteld:
1. Koffeman N.K. (Niko), Vierhouten
2. Teunissen C. (Christine), 's-Gravenhage
3. Nicolaï P. (Peter), Amsterdam
4. Prast H.M. (Henriëtte), Amsterdam
5. Keller H.J. (Hiltje), Driebergen-Rijsenburg
6. Martens W.J.M. (Pim), Brunssum
7. van Leeuwen F. (Floriske), Ubbergen
8. van der Veer L.R. (Luuk), Apeldoorn
9. van Voorthuizen G.S.L. (Stephanie), Soest
10. van Heijningen J. (Joyce), Amsterdam
11. Reesink M.C.C.J. (Maarten), Amsterdam
12. Eskens E.B. (Erno), Amersfoort
13. Meijer E.R. (Eva), Amsterdam
14. van der Werf M.E. (Marnix), Groenekan
15. Engelen E.R. (Ewald), Amsterdam

VVD · PVV · CDA · D66 · GroenLinks · SP · PvdA · ChristenUnie · Partij voor de Dieren · 50PLUS · SGP · DENK · FVD · Blanco lijst 15 · OSF
2011 · 2015 · 2019 · 2023